# لی شوالیر
لی شوالیر (فرانسوی: Li Chevalier‎؛ زادهٔ ۳۰ مارس ۱۹۶۱) نقاش اهل فرانسه است.
او متولد پکن است و در سال ۱۹۸۴ چین را به مقصد فرانسه ترک کرد.